# 银川河东国际机场
银川河东国际机场位於中國寧夏回族自治區灵武市，是宁夏回族自治区第一座国际民用機場，在1995年批准興建，1997年9月6日啟用。2011年底启动三期扩建。
河东机场是兰州中川机场及西安咸阳国际机场的重要备降机场。目前河东机场占地12.4万平方米，为4E级民用机场，跑道长3600米，宽45米，2016年，河东机场起降航班达5.25万次，旅客吞吐量达到633万人次，货邮吞吐量3.67万吨。
2023年，銀河東國際機場是中國第41個最繁忙的機場，其旅客吞吐量為7,712,513人次。

## 历史
1997年9月6日，河东机场通航。
2008年6月5日，银川河东机场T2航站楼正式启用。
2013年7月23日，民航局批复同意“银川河东机场”更名为“银川河东国际机场”，英文名称为“Yinchuan Hedong International Airport”。
2015年8月24日，西北管理局签发民用机场使用许可证，银川河东国际机场飞行区指标正式升级为4E，银川机场成为西北地区第三个4E级机场。
2016年12月27日，银川河东国际机场T3航站楼正式投入运行，T2航站楼封闭进行装修改造。
2018年2月8日，银川河东国际机场新国际厅（T2航站楼）正式启用，原国际厅（T1航站楼）停用。
2019年12月7日，宁夏银川河东国际机场迈入千万级机场行列。
2019年12月29日，随着银兰高速铁路银川至中卫段建成通车，河东国际机场航站楼西侧的河东机场站投入运营。

## 机场设施

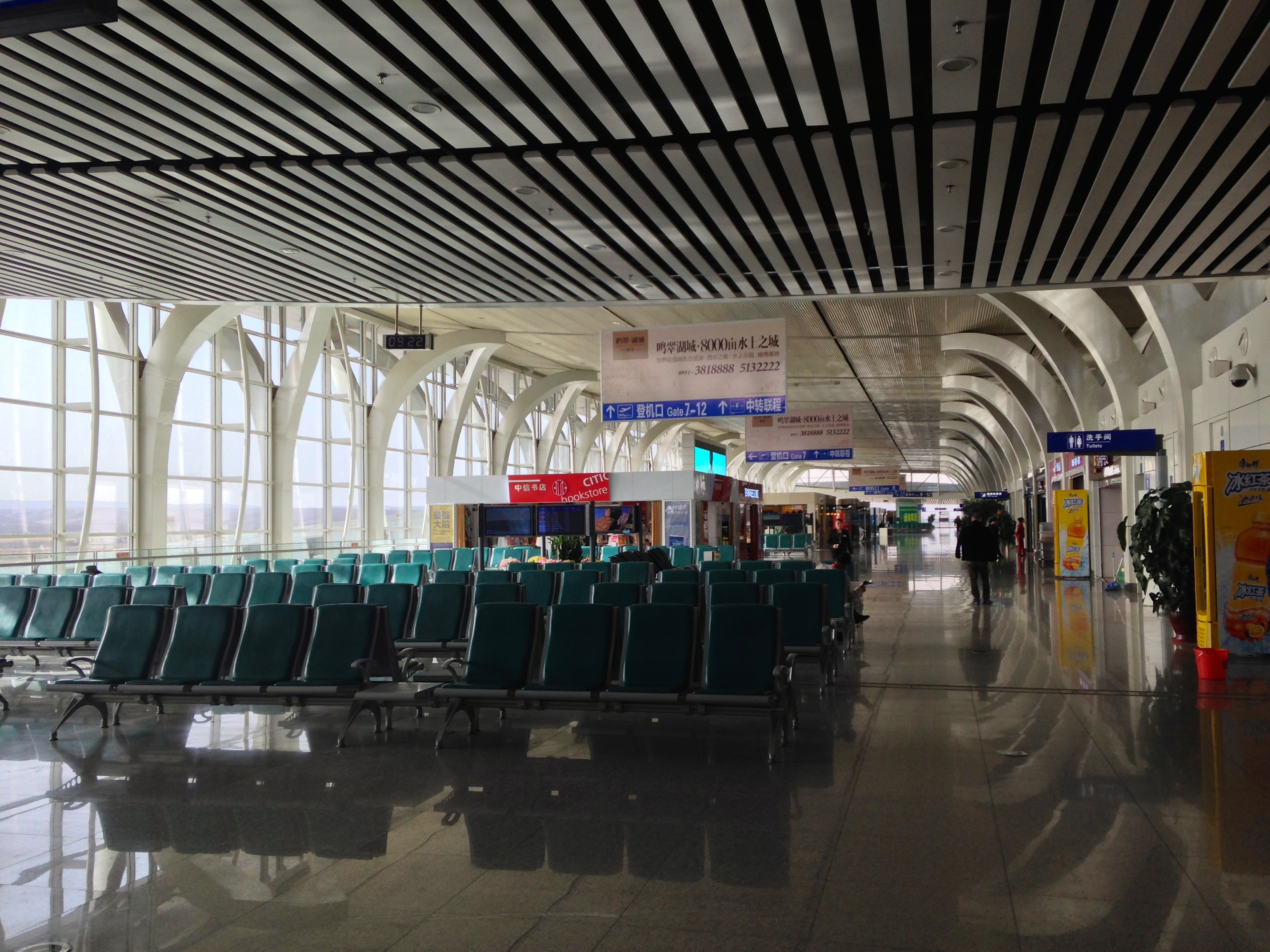
T2候机楼内部

### 航站楼
银川河东机场目前已启用T1、T2、T3三座航站楼和滨河候机楼、悦海城市候机楼、盐池城市候机楼及新华联城市候机楼四座候机楼。
T1航站楼于2010年1月18日完成改造，负责国际、港澳台进出港业务。
T2航站楼于2008年6月投入使用，总建筑面积约32837平方米，空侧设登机廊桥6部，陆侧设高架桥，总长度为558米。当前，二号航站楼封闭改造。
T3航站楼于2016年12月27日投入使用，总建筑面积约8.2万平方米。分为地上两层，地下局部一层，满足年旅客吞吐量1600 万人次、货邮吞吐量 10 万吨的目标。航站楼一层（到达层），面积2 万平方米，主要功能空间为迎客大厅、行李提取厅及行李分检厅。航站楼二层（出发层），面积3.5 万平方米。办票大厅设值机柜台 36 个、自助值机设备 30 套、安检通道12 条。两端为商业区，中部设置上夹层，作为业务办公和头等舱候机区使用。头等舱区域内具备餐食、商务、视听等功能，为高端商务人士提供一流的航空服务。候机区设置登机桥12 座。

### 候机楼
滨河候机楼于2012年6月16日投入使用，距离银川河东机场2号航站楼2公里，位于黄河边。候机楼可办理问询、航班查询、值机等业务，并提供往返机场的贵宾摆渡服务，具备餐饮、休闲娱乐、购物、风景观光等多种功能。
悦海城市候机楼于2016年1月20日投入使用，这是宁夏机场公司建设使用的第一座城市候机楼，地处悦海新天地购物广场东南角，距离机场十九公里。
盐池城市候机楼于2016年8月26日投入使用，这是宁夏机场公司首个异地城市候机楼。盐池城市候机楼位于盐池县盐州南路，占地面积近四百平方米，主要为当地及周边旅客提供集航班信息查询、售票、办理乘机手续、候机、机场巴士、旅游咨询预订、特产销售等一体化综合服务。
新华联城市候机楼暨空铁换乘中心于2017年9月9日投入运营。此次启用的新华联城市候机楼暨空铁换乘中心，是银川市继悦海新天地城市候机楼启用后的第二座城市候机楼。机场班线的开通，既填补了银川河东国际机场至银川火车站的交通空档，同时也将为“呼包银兰”铁路链条上的旅客航空出行及物流集散发挥重要作用。

## 航点

### 境內航線
| 航空公司     | 目的地                                                                                |
| ------------ | ------------------------------------------------------------------------------------- |
| 中国国际航空 | 北京/首都、北京/大興、成都/双流、成都/天府、重庆、杭州、上海/浦东、天津、西安         |
| 中国南方航空 | 北京/首都、广州、呼和浩特、南京、太原、乌鲁木齐、西安、徐州、张家界、长春、长沙、郑州 |
| 中国东方航空 | 北京/首都、成都/天府、重庆、昆明、南京、上海/虹桥、乌鲁木齐、无锡、西安、郑州         |
| 山东航空     | 北京/首都、贵阳、济南、石家庄、乌鲁木齐、武汉、西宁                                   |
| 四川航空     | 成都/天府、重庆、桂林、哈尔滨、甘南                                                   |
| 长龙航空     | 成都/天府、杭州、乌鲁木齐、洛阳                                                       |
| 中国联合航空 | 大同、张掖、北京/大兴                                                                 |
| 乌鲁木齐航空 | 合肥、乌鲁木齐                                                                        |
| 天津航空     | 呼和浩特、兰州、西安                                                                  |
| 青岛航空     | 昆明、兰州、南京                                                                      |
| 厦门航空     | 武汉、西安、郑州                                                                      |
| 长安航空     | 西安、南通（经停汉中）                                                                |
| 春秋航空     | 常州、上海/浦东                                                                       |
| 上海航空     | 临汾、忻州                                                                            |
| 深圳航空     | 深圳、西安                                                                            |
| 成都航空     | 哈尔滨                                                                                |
| 首都航空     | 南宁                                                                                  |
| 海南航空     | 西安                                                                                  |
| 华夏航空     | 固原                                                                                  |
| 大新华航空   | 北京/首都                                                                             |
| 祥鹏航空     | 昆明                                                                                  |
| 吉祥航空     | 上海/浦东                                                                             |
| 奧凱航空     | 厦门（經停阜阳）                                                                      |
| 幸福航空     | 巴彦浩特                                                                              |

### 港澳台/國際航線
| 航空公司     | 目的地    |
| ------------ | --------- |
| 中國國際航空 | 香港      |
| 四川航空     | 迪拜      |
| 德威航空     | 首尔/仁川 |
| 越南航空     | 芽莊      |

## 统计
请参阅源Wikidata查询.

## 交通
机场大巴
- 银川市兴庆区民航大厦——河东机场，票价¥20
- 吴忠宾馆--河东机场，每天往返三班
- 悦海城市候机楼--河东机场，票价20

的士
- 银川的士起步价¥7(3公里)，超过3公里后每公里¥1.4。从机场往市区的士收费大约¥80。

铁路
- 银兰高速铁路河东机场站